# Lake Ace
Lake Ace ist ein See nordöstlich des Orts Lake King im australischen Bundesstaat Western Australia. Der See liegt im Lake Ace Nature Reserve. Er ist 1,4 Kilometer lang, 790 Meter breit und liegt auf 322 Metern über dem Meeresspiegel.